# ドミニカ国の国旗
ドミニカ国の国旗（ドミニカこくのこっき）は、1978年11月3日に制定された。その後1981年と1988年に一部改変されている。
緑の旗地を白、黒、黄色の三色の帯で十字に切り、中央の丸囲みをした赤地に国鳥の「ミカドボウシインコ」という鸚鵡をあしらい、ライムカラーの緑の星10個(10教区を表す)を円に沿って配列している。鸚鵡には紫色が使われており、同国旗は紫色を取り入れている数少ない国旗の一つである（他はニカラグアの国旗のみ）。鸚鵡は、常に高く志向する国民の願望を、緑の星は教区の数と平等を、そして中央の赤丸は社会正義を実現する国家の約束を表している。十字の三色のうち黄色線は太陽の光、主要産物であるオレンジとバナナ、そしてドミニカ国民の先祖であるカリブ族とアラワク族を表す。白の線は、河川の清らかさと国民の志向の純潔を表す。黒の線は、肥沃な国土とアフリカ系住民を表し、旗地の緑は緑の森と国土の活力を表している。三色全体で三位一体を表してもいる。
1981年以前は、3色の帯の順序が違っており、緑の星も縁取りがなかったが紋章学の見地から国旗のデザインが修正された。1988年以前は、鸚鵡の顔が右を向いていた。

?イギリス領時代の旗（1955年–1965年）
?イギリス領時代の旗（1965年–1978年）
?1978年-1981年の国旗
?1981年-1988年の国旗
?1988年-1990年の国旗
?現在の国旗（縦横比2:3の別タイプ）